# Prowincja Trà Vinh
Trà Vinh wymowaⓘ – prowincja Wietnamu, znajdująca się w południowej części kraju, w Regionie Delty Mekongu.

## Podział administracyjny
W skład prowincji Trà Vinh wchodzi siedem dystryktów oraz jedno miasto.
- Miasta:

1. Trà Vinh

- Dystrykty:

1. Càng Long
2. Cầu Kè
3. Cầu Ngang
4. Châu Thành
5. Duyên Hải
6. Tiểu Cần
7. Trà Cú